# Leandro Maly
Leandro Eugenio Maly (Tres Arroyos, 29 januari 1976)  is een voormalig volleyballer uit Argentinië. Hij nam tweemaal deel aan de Olympische Spelen (1996 en 2000) en eindigde met de nationale ploeg op respectievelijk de achtste en de vierde plaats in de eindrangschikking. 